# Geschichten aus Odessa

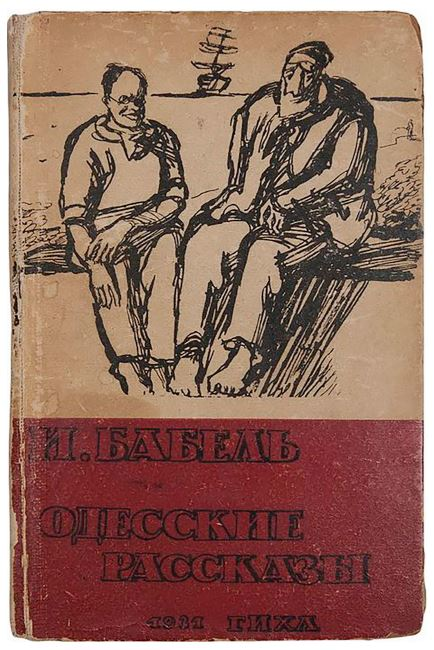
Der Armenhausälteste Arje Leib erzählt auf der Friedhofsmauer Anekdoten von Benja Krik

Geschichten aus Odessa (russisch Одесские рассказы Odesskije rasskasy) ist der Titel einer zwischen 1923 und 1924 in verschiedenen Zeitschriften veröffentlichten Erzählsammlung von Isaak Babel. Die teils grotesken Erzählungen spielen in einem alten Viertel Odessas, dem damals berüchtigten, von vielen Juden bewohnten Moldawanka und handeln vom legendären Aufstieg Benja Kriks zum Gangsterkönig mit sozialem Gewissen und vom Leben der Juden vor der Revolution von 1917. 1926 erschien die erste deutsche Übersetzung von Dmitri Umanski (s. Abschnitt Publikationsgeschichte).

## Inhalt

### Geschichten aus Odessa
Der König (Originaltitel: Korol‘. Erstveröffentlichung: Morjak, Odessa 1921). Die Geschichte handelt vom Hochzeitsfest von Benja Kriks Schwester Dvojra. Eine geplante Razzia des neuen Polizeichefs in dieser Nacht gegen den Krik-Clan wird verraten und vom Gangster-König durch das Abbrennen der Polizeiwache verhindert. Eingeblendet ist die Vorgeschichte: Beim Überfall auf den Viehhof Sender Ejchbaums hat Krik dessen Tochter Cilja gesehen und möchte sie zu Frau haben. Er gibt das erpresste Geld zurück, wird Ejchbaums Schwiegersohn und sorgt mit seinen Gangstermethoden dafür, dass dieser eine Monopolstellung auf dem Viehmarkt erhält.
Wie es in Odessa gemacht wird (O: Kak ėto delalos‘ v Odesse. E: Izvestija Odesskogo gubispolkoma, 1923). Der jüdische Armenhausälteste Arje Leib berichtet dem bebrillten Erzähler vom Aufstieg Benja (Benzion, Benčik) Kriks zum König der Gangster Odessas. Als Aufnahmeprobe in die Verbrecher-Gesellschaft stellt der Rat Krik die Aufgabe, Tartakovskij, einen „Anderthalb-Jidden“, auszurauben. Neunmal wurde bereits sein Kontor überfallen. Krik soll den 10. Überfall ausführen: Er fordert von Ruvim Osipivič Tartakovskij eine gewisse Summe, dieser ist zu Verhandlungen bereit, doch sein Brief kommt nicht rechtzeitig an und der Bandenchef überfällt mit vier Burschen das Kontor. Dabei erschießt der betrunkene Savelij (Savka) Bucis aus Versehen den Handlungsgehilfen Iosif Muginstejn, der gerade das geforderte Geld zusammenpackt. Darauf bricht Krik die Aktion ab, handelt mit Tartakovskij eine Entschädigung und Rente für die Mutter des Opfers sowie ein Prachtbegräbnis aus. Auf dem Nachbargrab wird der exekutierte Bucis ebenfalls ehrenvoll beigesetzt. Von diesem Tag an erhält Krik den Beinamen „König“.
Der Vater (O: Otec. E: Krasnaja nov‘, 1924). Basjka, die Tochter des Fuhrmanns Froim Grač, und Solomončik, der Sohn des Kolonialwarenhändlers Kaplun, lieben sich. Grač besucht Kaplun und wirbt um die Einwilligung zu einer Ehe, doch dessen Frau lehnt dies aus Standesgründen ab. Darauf geht Grač zu Benja Krik, der sich in der Wirtschaft Ljubka Kazaks mit der Prostituierten Katjuša vergnügt, und „das Schicksal des hochmütigen Kaplun und das Schicksal des Mädchens Basjka [wird] in einer Nacht entschieden“. Sie arrangieren eine mit stattlicher Mitgift ausgestatteten Ehe zwischen Benja und Basjka und vereinbaren eine Bestrafung Kapluns: Durch Brandstiftung und nächtliche Schießereien erpresst Krik von ihm zweitausend Rubel und ruiniert seine Geschäfte.
Ljubka Kazak (E: Krasnaja nov‘, 1924). Cudečkis verdient sein Geld als Makler und feiert in der Wirtschaft von Ljubka Schnejvejs, genannt Kazak, mit einem Gutsbesitzer einen von ihm vermittelten Handel. Am nächsten Morgen ist der Käufer verschwunden, ohne die Rechnung zu bezahlen. Der Wächter Jevzel, ein pensionierter Soldat, sperrt Cudečkis ein, bis die Wirtin abends ihre Schmuggelgeschäfte mit unverzollten Waren, Seidenstoffen, Virgina-Tabak, griechischem Wein usw. abgeschlossen hat. In dieser Zeit muss er ihren vernachlässigten kleinen Sohn Davidka versorgen und in den Schlaf singen. Als die Mutter zu müde ist, um sich um ihr Kind zu kümmern, zeigt er ihr einen Trick, wie sie es von der trockenen Mutterbrust entwöhnt und einen Schnuller akzeptiert. Aus Dankbarkeit macht sie Cudečkis zu ihrem Verwalter.

### Aus dem Umkreis der Geschichten aus Odessa
Die Erzählungen ergänzen z. T. die Gauner-Geschichten um die Patrone Krik und Grač (Gerechtigkeit in Klammern, Sonnenuntergang, Froim Grač), z. T. thematisieren sie die Veränderungen des jüdischen Lebens in Odessa nach der Revolution 1917 (Ende des Armenhauses, Karl-Jankel).
Gerechtigkeit in Klammern (O: Spravedlovost’v skobkach. E: Na pomošč!, Odessa 1921). Der Makler Cudečkis, der eine große Familie ernähren muss, erzählt, wie er einmal zwischen die Fronten zweier Gangster-Chefs geraten ist: Er gibt den Tipp des Buchhalters über einen geeigneten Zeitpunkt für den Überfall auf die mit Waren gefüllten Genossenschaft „Gerechtigkeit“ an Benja Krig weiter. Der äußert sich unbestimmt über sein Interesse. Zugleich erhält sein Konkurrent Kolja, über welche Kanäle bleibt unklar, die Information und beide treffen in der Nacht auf Sabbat am Tatort aufeinander. Benja fühlt sich in seiner Gaunerehre beleidigt, überlässt Kolja das Diebesgut und will sich an Cudečkis für seine lückenhafte Information rächen. Dessen Frau rettet ihren Mann, indem sie auf ihre finanzielle Not und Kriks Reichtum hinweist. Zwar wird er schwer verprügelt, aber Benja bezahlt ihm die Behandlungskosten und Cudečkis wird bei Ljubka Schnejejs als Verwalter angestellt.
Sonnenuntergang (O: Zakat. E: Literaturnaja Rossija, 1964, 1924–1925 entstanden). Arje Leib erzählt, wie die Kinder gegen den autoritären und gewalttätigen Patriarchen und Lastkutscher, genannt „Mendel Pogrom“, und die Mutter, Madame Gorobčik, rebellieren und sie entthronen. Die Kinder wehren sich gegen die Bevormundung in persönlichen Angelegenheiten. Der jüngere Sohn Ljovka liebt Tabl, die Tochter Ljubka Schnejvejs, der berüchtigten Wirtin und Kupplerin. Diese Verbindung zu einer „Puffmutter“ wird von Mendel ebenso abgelehnt wie die Heirat seiner schilddrüsenkranken Tochter Dvojra mit einem betagten Witwer. Auslöser der Revolte ist der Betrug des Vaters bei der Abrechnung einer Abtreibung, die Benčik seiner schwangeren Freundin Marusja finanziert. Darauf überfallen die drei ihren Vater bei seiner Rückkehr in seinen Hof. Es kommt zu einer Prügelei und schweren Verletzung und zur Absetzung Mendels als Patriarch. Als er eines Nachts mit einem Säckchen Münzen den Hof verlassen will, wird er von den Söhnen daran gehindert. Benja übernimmt die Herrschaft, veranstaltet ein Fest und schenkt dem Vater einen neuen Anzug für den Sabbat seines Lebens.
Froim Grač (E: Vozdušnye puti, New York 1963). Im Bürgerkrieg 1919 kämpfen Kriks und Gračs Banditen gegen die Weißen und ihre Verbündeten. Zugleich nutzen sie die chaotische Situation aus, plündern Geschäfte, demolieren Fabriken und überfallen Banken. Die Behörden versuchen, wieder die Kontrolle zu gewinnen und verhaften die Bandenmitglieder. Bei Froim Gračs Versuch, die Befreiung seiner Leute bei Simen, dem neuen Kommandanten der Čeka, mit dem Hinweis auf ihren gemeinsamen Kampf („Adler schlachtest du. Wer wird dir bleiben?“) zu erreichen, wird er liquidiert. Simen rechtfertigt seine Anweisung dem mit den Verhältnissen in Odessa vertrauten Untersuchungsrichter gegenüber: „[N]ur wir sind die Macht […] wir sind die Staatsmacht, das darf man nicht vergessen.“
Ende des Armenhauses (O: Konec bogadel’ni. E: 30 dnej, 1932, datiert 1920–1929). Der Tuchhändler Kofman ließ neben dem Friedhof ein Armenhaus für Juden errichten und die Greise und Greisinnen verdienten sich durch Beerdigungsämter einen kleinen Wohlstand. Den neuen bolschewistischen Machthabern ist die traditionelle Haltung der alten Juden mit den undurchsichtigen Allegorien und Gleichnissen Arje Leibs, des Armenältesten, und die Verweigerung von Neuerungen, z. B. Pockenimpfungen, ein Dorn im Auge und sie schließen „wegen Renovierung“ das Haus und verweisen die Alten an die Sozialfürsorge des Gouvernements. Gebückt humpeln die aus dem Armenhaus verjagten Greise und Greisinnen und schleppen sich unter ihren Bündeln schweigend dahin:
„Forsche Rotarmisten trieben sie in Reihen zusammen. Die Wägelchen der Gelähmten quietschten. Ein asthmatisches Pfeifen, ein gefügiges Röcheln entrang sich der Brust der Kantoren im Ruhestand, der einstigen Hochzeitsnarren, Köchinnen bei Beschneidungsfeiern und ausgedienten Kaufmannsgehilfen. […] Ihr Weg führte über die freudlose, versengte, steinige Chaussee, vorbei an Lehmhütten, an von Steinen erstickten Feldern, klaffenden, zerschossenen Häusern und am Pesthügel. Dieser unsagbare, traurige Weg: einst hatte er in Odessa von der Stadt zum Friedhof geführt.“
Karl-Jankel (E: Zvezda, 1931). Die in der Tradition ihres jüdischen Glaubens verhaftete Brana, die Frau des Schmiedes Iojna Brutman, lässt ihr Enkelkind Jankel beschneiden, während ihre Tochter Polja im Krankenhaus behandelt wird und ihr Schwiegersohn Ovsej Belocerkovskij auf einer Dienstreise als Armee-Beschaffer für Presskuchen ist. Nach seiner Rückkehr erfährt er vom Ritual an seinem nach Karl Marx benannten Sohn und zeigt den Operateur Naftula Gerčik und die Schwiegermutter an. Der Prozess wird nach Bewertung einer Warschauer Zeitung vom Gericht dazu benutzt, die jüdische Religion zu verurteilen. Die Stimmung im Saal ist dogmatisch aufgeheizt. Man wirft Gerčik „Kultdienst“ und mangelnde Hygiene vor und verhört die Großmutter und die geschwächte Mutter intensiv über ihre Beteiligung und den Krankenhausaufenthalt, den sie mit Dokumenten beweisen soll. Um ihr hungriges Kind kann sie sich nicht kümmern, es wird inzwischen von einer mitleidigen Kirgisin gestillt.
Der Erzähler erinnert sich, dass man um ihn als Kind nicht so gekämpft hat: „Karl-Jankel … Es kann nicht sein, dass du nicht glücklicher wirst als ich…“

## Publikationsgeschichte
Zum Zyklus über Benja Krik wurde der Autor offensichtlich durch den legendären Gangsterboss „Miška Japončik“ inspiriert, der in den Wirren nach der Revolution von 1917 Moldavanka unsicher machte.
Wie andere Erzählsammlungen Babels erschienen auch die Odessa-Geschichten vor den Buchausgaben in Einzelveröffentlichungen und weisen im Erzählrahmen auf den anekdotischen Charakter und die mündliche Überlieferung hin. Gerade die mythisch-abenteuerlich-phantastische Welt des in seinen Raubzügen gegen Kapitalisten grausamen und zugleich sozial-verantwortlichen „Königs“ machten den Reiz für das russische Publikum aus. Wie die anderen Werke Babels verschwanden die Odessa-Geschichten in der stalinistischen Zeit aus dem öffentlichen Leben. Erst in den 1980er und 1990er Jahren wurden sie wieder publiziert und vielfach adaptiert. (s. Abschnitt Adaptionen)

### Deutsche Übersetzungen
- Dimitrij Umanskij, Malik Verlag, Berlin 1926.
  - Dimitrij Umanskij und Heddy Proß-Weerth. Darmstadt 1962.
- Milo Dor und Reinhard Federmann. In: Zwei Welten. Die Geschichten des Isaak Babel. 46 Erzählungen. Wien/München/Basel 1960.
- Verschiedene Übersetzer. Isaak Babel Werke. 2 Bände. Herausgegeben von Fritz Mierau. Volk und Welt, Berlin 1973 (Bd. 1: Die Reiterarmee; Bd. 2: Frühe Erzählungen).
- Bettina Kaibach. In: Isaak Babel: Mein Taubenschlag. Sämtliche Erzählungen. Carl Hanser Verlag, München 2014.

## Interpretation und Rezeption
Wie viele russische Schriftsteller der 1920er Jahre erlebte auch Babel nur eine kurze Zeit zwischen öffentlicher Anerkennung und öffentlicher Gängelung und Zensur.
Nach Kaibach ist für das russische Publikum, anders als in der westlichen Rezeption, nicht Die Reiterarmee Babels wichtigstes Werk, sondern Die Geschichten aus Odessa, die in Filmen, Musicals und Theaterproduktionen folkloristisch adaptiert wurden (s. Abschnitt Adaptionen).
Wie andere Erzählsammlungen Babels weisen auch die burlesken Odessa-Geschichten im Erzählrahmen auf den anekdotischen Charakter und die mündliche Überlieferung durch mehr oder weniger zuverlässige Zeitzeugen hin. Gerade diese ins Mythisch-Abenteuerlich-Phantastische oszillierenden Überhöhungen des in seinen Raubzügen gegen Kapitalisten grausamen und sozial-verantwortlichen „Königs“ machten den Reiz für das russische Publikum der Zeit aus. Bezeichnend hierfür sind die in Rezensionen wegen der Rücksichtnahme Kriks auf Arme und Schwache und der „karnevalistischen Leichtigkeit, die über die tatsächliche Horrorbilanz hinwegtäuscht“, gebrauchten Vergleiche mit Brechts Dreigroschenoper bzw. Robin Hood von der Moldavanka. Der Kritiker Vladimir Vešnjoc berichtete 1924 besorgt von einer großen Beliebtheit bei der zeitgenössischen Jugend und sah in Babels Erzählungen ein „bestialisches Banditentum“ ästhetisch gerechtfertigt.

### Sieg der Form über den Inhalt
Nach Kaibach liegt der Reiz von Babels Gangsterprosa „im Sieg der Form über den Inhalt, in der Verführung durch den Stil“. Die Odessa-Geschichten seien ein einziger „Euphemismus“ Babels Kritiker warfen ihm wegen der naturalistischen Überzeichnung, seiner teils exotischen, fremdartigen, oft grotesken, teils lakonisch schroff-realistischen, teils expressionistisch aggressiven, teils poetisch zurückhaltenden sprachlichen Gestaltung „Ästhetizismus und Formalismus“ vor.

### Titanengeschlecht
Die Gauner-Anekdoten werden vom Erzähler nicht als Gegenwart, sondern als Legenden der Vergangenheit geschildert. In der Rahmenhandlung berichtet der Armenhausälteste Arje Leib auf der Friedhofsmauer mit dem Kunstgriff der Mauerschau dem jungen Erzähler vom Aufstieg des Königs der Ganoven und in den sagenhaften Handlungen erscheinen die Juden, im Unterschied zu den Taubenschlag-Geschichten, nicht als Leidende und Märtyrer, sondern als körperlich monströse Akteure, die die ganze Palette des Lebens- und Überlebenskampfes kennen und sich sowohl schlitzohrig als auch brutal durchzusetzen verstehen. Kaibach bezeichnet die Kriks als „jüdisches Titanengeschlecht“ mit einer frappierenden Philosophie: Wenn selbst Gott fehlbar ist, weil er die Juden in Russland und nicht in der Schweiz ansiedelt, so können auch die Räuber Fehler machen und Benja Krik gleicht sie in seiner grotesken Art als Herr über Leben und Tod wieder aus: Der betrunkene Fehlschütze wird liquidiert und ehrenvoll auf dem Friedhof beigesetzt. Einen falschen Informanten schlägt er halbtot und bezahlt ihm die Krankenhauskosten.
Die Fragen der Ausgrenzung von der russischen Gesellschaft, Hauptthema der Taubenschlag-Erzählungen, stellen sich im jüdischen Armenviertel Moldavanca überhaupt nicht. In diesem jüdischen Machtzentrum wird die zentrale Staatsmacht an die Peripherie gedrängt. Die Kriks und Gračs herrschen durch „blanke Vitalität und schaffen sich ihre eigene Kultur, die als originär odessitische ihren Platz innerhalb der dominierenden Kultur beansprucht und behauptet.“
Allerdings ist dies alles für den Erzähler eine bereits untergegangene und in der Erinnerung legendär-nostalgisch wirkende Welt vor der kommunistischen Revolution. In den nach 1917 spielenden Geschichten (Froim Grač, Ende des Armenhauses und Karl-Jankel) wird von der bolschewistischen Čeka die Herrschaft der Clans beendet: „[N]ur wir sind die Macht […] wir sind die Staatsmacht, das darf man nicht vergessen.“

## Adaptionen

### Film

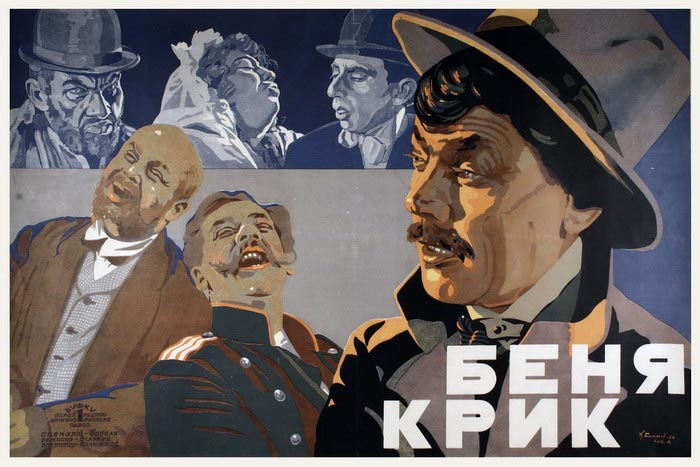
Filmplakat Benya Krik (1926)

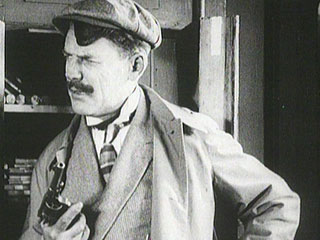
Juri Schumski als Benja Krik

- Benya Krik, russischer Stummfilm (1926). Regie: Vladimir Vilner. In der Hauptrolle: Yuri Shumsky als Benya Krik.
- Биндюжник и Король (Der Bewohner und der König). Sowjetisches Spielfilm-Musical (1989). Regie: Vladimir Alenikov. Maxim Leonidov als Benja.
- Искусство жить в Одессе (Die Kunst des Lebens in Odessa). Sowjetischer Spielfilm (1989). Regie: Georgi Yungvald-Khilkevich. Sergei Koltakov als Benja Krik.
- Закат (Sonnenuntergang). Sowjetischer Spielfilm nach Motiven aus Babels Erzählungen (1990). Regie: Alexander Zeldovich. Ramas Chkhikvadze als Mendes Krik und Viktor Gvozditsky als sein Sohn Benja.

### Theater
- Пять рассказов Бабеля (Fünf Geschichten von Babel). Taganka Theater, Moskau. Regie: Efim Kucher (1980).
- Крики из Одессы (Schreie aus Odessa). Jugendtheater auf der Fontanka, St. Petersburg (2002).
- Одесские рассказы (Odessa Geschichten). Café Stray Dog, St. Petersburg (2013).
- Биндюжник и Король (Der Bewohner und der König). Jugendtheater Orjol, Regie: A. Mikhailov (2014).

## Textausgaben
- Geschichten aus Odessa. Autobiographische Erzählungen. Deutsch von Milo Dor und Reinhard Federmann. München 1987. ISBN 3-423-10799-5.
- Geschichten aus Odessa. In: Isaak Babel: Mein Taubschschlag. Sämtliche Erzählungen. Übersetzt von Bettina Kaibach und Peter Urban. Carl Hanser Verlag, München 2014.